# Chrysobothris wickhami
Chrysobothris wickhami är en skalbaggsart som beskrevs av Fisher 1942. Chrysobothris wickhami ingår i släktet Chrysobothris och familjen praktbaggar. Inga underarter finns listade i Catalogue of Life.